# Jordan Walker
Pour les articles homonymes, voir Jordan et Walker.
Jordan "Jelly" Walker, né le 11 août 1999 à Long Island, dans l'État de New York aux États-Unis, est un joueur américain de basket-ball évoluant au poste de meneur aux Legends du Texas en G-League.

## Biographie

### Carrière universitaire
Entre 2017 et 2018, il joue pour les Pirates de Seton Hall à l'université Seton Hall.
Entre 2019 et 2021, il joue pour le Green Wave de Tulane à l'université Tulane.
Entre 2021 et 2023, il joue pour les Blazers de l'UAB à l'université de l'Alabama à Birmingham.

### Carrière professionnelle

#### Legends du Texas (depuis 2023)
Le 22 juin 2023, automatiquement éligible à la draft 2023 de la NBA, il n'est pas sélectionné.
Le 14 août 2023, il signe un contrat avec les Mavericks de Dallas. Il participe à la NBA Summer League de Las Vegas avec les Mavericks. Le 14 octobre 2023, il est libéré de l'effectif des Mavericks.
Le 29 octobre 2023, il rejoint l'équipe de G-League affiliée aux Mavericks, les Legends du Texas.

## Palmarès

### Carrière universitaire
- Joueur de l'année de Conference USA en 2022
- 2× First-team All-Conference USA (2022, 2023)
- Conference USA Newcomer of the Year (2022)

## Statistiques

### Universitaires
Les statistiques de Jordan Walker en matchs universitaires sont les suivantes :
| Saison    | Équipe     | Matchs   | Titul.   | Min./m   | % Tir    | % 3pts   | % LF     | Rbds/m.  | Pass/m.  | Int/m.   | Ctr/m.   | Pts/m.   |
| --------- | ---------- | -------- | -------- | -------- | -------- | -------- | -------- | -------- | -------- | -------- | -------- | -------- |
| 2017-2018 | Seton Hall | 17       | 0        | 7,2      | 32,3     | 31,6     | 41,7     | 0,53     | 0,88     | 0,35     | 0,06     | 1,82     |
| 2018-2019 | UAB        | Redshirt | Redshirt | Redshirt | Redshirt | Redshirt | Redshirt | Redshirt | Redshirt | Redshirt | Redshirt | Redshirt |
| 2019-2020 | Tulane     | 30       | 22       | 25,9     | 40,2     | 37,5     | 74,0     | 2,20     | 2,03     | 1,73     | 0,03     | 7,90     |
| 2020-2021 | Tulane     | 23       | 23       | 33,4     | 39,8     | 32,6     | 82,6     | 1,96     | 4,30     | 1,70     | 0,04     | 13,04    |
| 2021-2022 | UAB        | 34       | 33       | 31,8     | 40,0     | 39,6     | 88,0     | 2,82     | 4,88     | 1,47     | 0,03     | 20,29    |
| 2022-2023 | UAB        | 33       | 33       | 33,5     | 40,3     | 37,8     | 84,5     | 2,73     | 4,15     | 1,21     | 0,00     | 22,27    |
| Carrière  | Carrière   | 137      | 111      | 28,1     | 40,0     | 37,7     | 83,0     | 2,23     | 3,49     | 1,36     | 0,03     | 14,55    |